# Schwand im Innkreis
Schwand im Innkreis là một đô thị ở huyện Braunau bang Oberösterreich, nước Áo. Đô thị này có diện tích 17 km², dân số thời điểm ngày 31 tháng 12 năm 2005 là 850 người.